# Vasco Botelho da Costa
Vasco Maria de Albuquerque Botelho da Costa, noto semplicemente come Vasco Botelho da Costa (Lisbona, 2 marzo 1989), è un allenatore di calcio portoghese, tecnico del Moreirense.

## Caratteristiche tecniche
Allenatore versatile tatticamente, con le sue squadre usa prevalentemente i moduli 4-4-2 e 3-4-3, applicando il pressing alto, con recuperi di palla aggressivi e transizioni rapide. Per il suo stile di gioco è stato paragonato a Vasco Seabra.

## Carriera
Dopo aver vinto due campionati e due coppe nazionali con la formazione Under-23 dell'Estoril Praia, il 6 giugno 2022 lascia i gialloblù e il 28 giugno diventa il tecnico dell'União Leiria. Con i biancorossi conquista subito la promozione in Segunda Liga, vincendo il campionato di Terceira Liga; il 20 marzo 2024 si dimette dall'incarico. Il 3 settembre seguente viene nominato allenatore dell'Alverca, con cui ottiene la promozione in Primeira Liga, che mancava al club da 21 anni.
Il 24 maggio 2025 lascia i rossoblù e il 5 giugno diventa il tecnico del Moreirense, con cui firma un biennale.

## Palmarès

### Club

#### Competizioni nazionali
- Terceira Liga: 1

União Leiria: 2022-2023